# 포스트펑크
포스트펑크(Post-punk)는 초기 펑크 음악이 폭발하던 1970년대 후반에 함께 나타나 나란히 발전하던 음악 유형이다. 크라우트 록, 디스코, 더브 음악(dub music 레게음악으로부터 자라난 일렉트로닉 뮤직) 그리고 실험적 스튜디오 음악등을 포함한다.
포스트펑크는 펑크와 언더그라운드 음악의 영역을 확장함으로써 얼터너티브 록이 등장하기 위한 기초를 놓았다. 1980년대 얼터너티브 음악/ 인디 씬의 핵심이었고, 고딕 록(gothic rock)이나 인더스트리얼 뮤직(industrial music)이 발전하는 계기가 되었다.

## 1977-1979
1977년 11월과 12월, 사운즈(Sounds; 영국의 음악 주간지)의 집필자들은, 존 사베쥐(Jon Savage)가 “냉혹한 도시의 긁는 소리 / 통제된 하얀 소음 / 육중하게 강조된 드럼“".이라고 묘사한 음악 행위를 나타내는 말로 ‘새로운 음악(New Musick)' 과 ’포스트펑크(Post Punk)‘라는 용어를 사용하기 시작했다. 이 용어는 동시대 다른 펑크뮤지션들과 사운드, 가사, 미학의 측면에서 확연히 달랐던 수지 앤더 밴쉬스(Siouxsie and the Banshees)와 같은 아티스트들을 의미하게 되었고, 곧  Public Image Ltd, Joy Division, The Fall, Wire, Alternative TV, The Cure, Gang of Four, Magazine, This Heat, The Sound, The Pop Group등과 같은 영국의 뮤지션들에게도 적용되게 되었다.